# Lecce (cognome)
Lecce è un cognome di lingua italiana.

## Varianti
Leccese, Lecci, Leccisi.

## Origine e diffusione
Cognome tipicamente meridionale, è presente prevalentemente in Salento.
Potrebbe derivare dal toponimo Lecce. È affine al cognome Leccio.
La variante Leccisi è salentina.

## Persone
- Elisa Lecce – calciatrice italiana